# لیگ فوتبال آمریکای شمالی
لیگ فوتبال آمریکای شمالی (به انگلیسی: North American Soccer League) معروف به NASL، مجموعه‌ای از مسابقات فوتبال باشگاهی فصلی است که توسط کونکاکاف تشکیل شده و از ۲۰۰۹ تا کنون با ۱۱ باشگاه فوتبال در آمریکای شمالی برگزار می‌شود.
دراین لیگ هیچ تیمی حذف نمی‌شود و به دسته پایین تر نمی‌رود. همچنین هیچ تیمی از دسته پایین تر به این لیگ صعود نمی‌کند. بلکه تیمها به صورت قراردادی در این لیگ به میدان می روند.
این لیگ یک لیگ دسته دوم است و زیر مجموعه لیگ برتر فوتبال آمریکا است.

## تیمها
- باشگاه فوتبال نیویورک کاسموس
- باشگاه فوتبال اینتر میامی